# Armen Gyowlbowdaġyanc'
Armen Ishxani Gyulbudaghyants' (in armeno Արմեն Իշխանի Գյուլբուդաղյանց?, in russo Армен Ишханович Гюльбудагянц?, Armen Išchanovič Gjul'budagjanc; Vanadzor, 19 dicembre 1966) è un allenatore di calcio ed ex calciatore armeno, di ruolo centrocampista, attuale tecnico del BKMA Erevan.

## Statistiche

### Cronologia presenze e reti in nazionale
| Cronologia completa delle presenze e delle reti in nazionale ― Armenia | Cronologia completa delle presenze e delle reti in nazionale ― Armenia | Cronologia completa delle presenze e delle reti in nazionale ― Armenia | Cronologia completa delle presenze e delle reti in nazionale ― Armenia | Cronologia completa delle presenze e delle reti in nazionale ― Armenia | Cronologia completa delle presenze e delle reti in nazionale ― Armenia | Cronologia completa delle presenze e delle reti in nazionale ― Armenia | Cronologia completa delle presenze e delle reti in nazionale ― Armenia |
| Data                                                                   | Città                                                                  | In casa                                                                | Risultato                                                              | Ospiti                                                                 | Competizione                                                           | Reti                                                                   | Note                                                                   |
| ---------------------------------------------------------------------- | ---------------------------------------------------------------------- | ---------------------------------------------------------------------- | ---------------------------------------------------------------------- | ---------------------------------------------------------------------- | ---------------------------------------------------------------------- | ---------------------------------------------------------------------- | ---------------------------------------------------------------------- |
| 16-7-1994                                                              | Erevan                                                                 | Armenia                                                                | 1 – 0                                                                  | Malta                                                                  | Amichevole                                                             | -                                                                      | 56’                                                                    |
| Totale                                                                 |                                                                        | Presenze                                                               | 1                                                                      |                                                                        | Reti                                                                   | 0                                                                      |                                                                        |

## Palmarès

### Giocatore

#### Competizioni nazionali
- Coppa d'Armenia: 1

Banants: 1992

### Allenatore

#### Competizioni nazionali
- Campionato armeno: 2

P'yownik: 2007, 2008
- Supercoppa d'Armenia: 1

P'yownik: 2007